# Aeroporto di Nyingchi-Mainling
L'aeroporto di Nyingchi-Mainling (IATA: LZY, ICAO: ZUNZ) è un aeroporto situato nella contea di Mainling, prefettura di Nyingchi, Regione autonoma del Tibet, Cina. Si ritiene che sia uno degli avvicinamenti strumentali più impegnativi al mondo, poiché l'aeroporto si trova in una valle ventosa.
L'aeroporto di Nyingchi è il terzo aeroporto che il Tibet ha messo in funzione. Costruito al costo di 780 milioni di yuan (96,18 milioni di USD), compresi gli investimenti dell'Amministrazione generale dell'aviazione civile cinese (CAAC), l'aeroporto si trova a 2 949 metri sul livello del mare, più in basso rispetto agli altri due aeroporti civili, con un flusso annuo di 120 000 passeggeri.
Conosciuto come uno degli aeroporti più difficili da raggiungere al mondo, l'aeroporto di Nyingchi è situato nella valle del fiume Yarlung Tsangpo, nel sud-est dell'altopiano del Qinghai-Tibet, circondato da montagne alte oltre 4 000 metri e avvolte da nubi e nebbia durante tutto l'anno. Gli aerei devono attraversare la stretta e ventosa valle del fiume per avvicinarsi all'aeroporto. La traiettoria di volo più stretta è inferiore a 4 km da una cresta montuosa lungo la valle a quella opposta. Secondo i dati meteorologici, ogni anno ci sono solo 100 giorni con tempo adatto per operare all'aeroporto.
Il primo atterraggio di un aereo commerciale è stato effettuato da un Boeing 757 di Air China senza passeggeri il 12 luglio 2006. Sei settimane dopo è stato effettuato il primo volo commerciale verso l'aeroporto. L'aeroporto utilizza una procedura di avvicinamento con prestazioni di navigazione richieste (RNP) per fornire una guida di avvicinamento strumentale attraverso le valli circostanti fino alla testata della pista.